# طيموثاوس الأول
طيموثاوس الأول (بالسريانية: ܛܝܡܬܐܘܣ ܩܕܡܝܐ)‏، كان بطريرك كنيسة المشرق من 780 إلى 823 ويعتبر أحد أهم بطاركة هذه الكنيسة خلال تاريخها. حيث حاز على شهرة لنشاطه الأدبي وكقائد ديني ودبلوماسي. قام خلال عهده بعد إصلاحات أعطى خلالها صلاحيات أكبر للبطركيات التبشيرية، غير أنه لم يعطها حق المشاركة في الانتخابات البطريركية. ساهمت هذه الإصلاحات في زيادة ونجاح الإرسالات التبشيرية لكنيسة المشرق في آسيا الوسطى والصين.

## بداية حياته وصعوده للبطريركية
ولد طيموثاوس في هيزا بحدياب (أربيل حاليا). وتتلمذ على يد إبراهيم بار داشنداد في مدرسة باشيشوع في مقاطعة عقرة. سيم لاحقا أسقفا على بيث بجداش في ولاية حدياب البطريركية، وحاز على رضا أبو موسى ابن مصعب والي الموصل ووزيره أبو نوح الأنباري. لدى وفاة البطريرك حنانيشوع الثاني سنة 778 تمكن طيموثاوس من الوصول لكرسي البطريركية باستخدام الحيلة والدهاء حيث وعد أحد منافسيه، إيشوعيهب بترقيته مطران لكرسي حدياب في حال فوزه بينما توفي منافسه الثاني كيوركيس المفضل لدى الخليفة في ظروف غامضة. كما قام برشوة مؤيديه لانتخابه. غير أنه حال اعتلائه كرسي البطريركية غير أسلوبه فحارب الرشوة داخل المؤسسة الدينية.
غير أن مناوئيه ساءهم أسلوبه هذا فعقد يوسف مطران مرو مجمعا في دير بيث هالي، قام فيه بحرمان طيموثاوس وتعيين رستام أسقف حنيثا مطرانا مكان إيشوعيهب. غير أن الكلمة الأخيرة عادت لطيموثاوس فعزل يوسف الذي تحول إلى الإسلام بعد فشله استعطاف الخليفة المهدي للتدخل. أدت سلسة من قرارات العزل التي اتخذها طيموثاوس إلى أعمال شغب واحتجاج بين مسيحيي بغداد لم تخمد إلى بعد تدخل طبيب المهدي المسيحي عيسى ابن قريش.

## إسهامه الأدبي
عرف طيموثاوس ككاتب وباحث في اللاهوت والليتورجية والعلوم الطبيعية. ولم تصل من أعماله سوى 59 رسالة تغطي الجزء الأول من بطركيته وفيها يناقش فيها شتى القضايا الكتابية والعقائدية، كما تعطي نظرة دقيقة عن واقع الكنيسة في ذلك العهد. حيث تسجل إحدى الرسائل قيامه برسامة اساقفة على الترك والتيبتيين وعلى عدا مدن في بلاد فارس وآسيا الوسطى كري وشهرزور وغرغان. ويظهر كذلك معرفة دقيقة بالأدب المسيحي القديم. كما أدى قربه من البلاط العباسي بعد تحوله إلى بغداد إلى انشغاله بالحركة الأدبية فقام بترجمة عدة أعمال تعول إلى أرسطو وآخرون إلى العربية.
أحد أشهر ما وصل عن نشاطه الأدبي كان عمل أدبي قد يكون بأسلوب قصصي تذكر فيه مجادلة بين علماء مسيحيين ومسلمين في بلاط الخليفة المهدي سنة 782. لا تنتهي المجادلة إلى غلبة طرف ما كما تستعمل لغة شديدة الاحترام للإسلام لذا يعتقد أن المقصود منها كان إرضاء قارئيها من المسلمين والمسيحيين. نشر هذا العمل بالسريانية ومن ثم ترجم للعربية. وقام ألفونس منغنا بترجمته للإنكليزية سنة 1928 تحت عنوان «دفاعية طيموثاوس المسيحية».

## اهتمامه بالعمل الإرسالي
أظهر طيموثاوس اهتماما كبيرا بتوسيع كنيسة المشرق ونشر المسيحية فرسم مطارنة على دمشق، وأرمينيا والديلم وغيلان في أذربيجان وري في طبرستان وسبرز في ساجستان. بالإضافة إلى إرساله لإرساليات للشعوب التركية والتيبت والصين. وفصل كذلك مطرانية الهند عن مطرانية فارس لأول مرة جاعلا منها ولاية بطركية منفصلة.